# Carlos Chagas
Carlos Justiniano Ribeiro Chagas (9. července 1879 Oliveira, Minas Gerais - 8. listopadu 1934 Rio de Janeiro) byl brazilský lékař, hygienik a bakteriolog. Roku 1909, během svého působení v Ústavu Oswaldo Cruze v Riu de Janeiru, objevil Chagasovu chorobu, tropické onemocnění zvané též americká trypanosomóza.
Podařilo se mu zjistit hlavní patogen choroby a způsob nákazy - pokousání plošticemi (konkrétní přenašeč, prvok Trypanosoma cruzi, byl objeven Salvadorem Mazzou roku 1927). Podařilo se mu zjistit způsob přenosu choroby, kdy infikovaná ploštice přenese infekci pouze v případě, že během kousnutí vyloučí i výkaly. Jeho objev byl uznán doma i v zahraničí jako jeden z nejdůležitějších úspěchů v parazitologii jeho doby. Neudělení Nobelovy ceny, na niž byl dvakrát nominován, je dodnes předmětem diskusí, v nichž se objevuje i názor, že roli mohlo sehrát preferování vědců z Evropy a také skutečnost, že doma čelil silné opozici svých kolegů a dokonce zpochybňování, zda Chagasova choroba opravdu existuje.
Byl prvním, kdo objevil a popsal parazitický houbový rod pneumocystis, později nechvalně známý jako příčina pneumocystické pneumonie u pacientů s AIDS. V Santosu v São Paulu, během boje proti epidemii malárie, která postihla tamní dělníky, zavedl používání insekticidu pyrethram v domácnostech nemocných, s překvapivým úspěchem. Tato metoda pak sloužila jako základ prevence malárie po celém světě.
Oswaldo Cruz, v jehož ústavu pracoval, byl jeho hlavním učitelem a přítelem. Po smrti Oswalda Cruza v roce 1917 po něm nastoupil do funkce ředitele ústavu a toto místo držel až do své smrti v roce 1934. V závěru života byl aktivní v organizování preventivních akcí a kampaní v boji proti epidemii španělské chřipky, sexuálně přenosných nemocí, malomocenství, tuberkulózy a endemických nemocí na venkově. Stal se zakladatelem sanitární medicíny.
Jeden z jeho synů, Carlos Chagas Filho (1910-2000), se stal významným vědcem v oboru neurofyziologie a prezidentem Papežské akademie věd. Další syn, Evandro Chagas (1905-1940), byl také lékařem a výzkumníkem tropické medicíny, který zemřel ve věku 35 let. Je po něm pojmenován Instituto Evandro Chagas v Belému.